# Khargone (district)
Khargone, voorheen West-Nimar genoemd, is een district van de Indiase staat Madhya Pradesh. Het district telt 1.529.954 inwoners (2001) en heeft een oppervlakte van 8010 km².
Hoofdstad: Bhopal
Districten: